# Drupadia ianthina
Drupadia ianthina är en fjärilsart som beskrevs av Cowan 1974. Drupadia ianthina ingår i släktet Drupadia och familjen juvelvingar. Inga underarter finns listade i Catalogue of Life.